# بين غو
بين غو (بالصينية: 顾犇) هو أمين مكتبة ومترجم صيني، ولد في 11 ديسمبر 1961 في شانغهاي في الصين.